# Marcel Boulenger
Marcel Jacques Amand Romain Boulenger (ur. 9 września 1873 w Paryżu, zm. 21 maja 1932 w Chantilly) – francuski szermierz i pisarz, medalista olimpijski. Brat pisarza Jacques’a Boulengera.

## Życiorys
Wystąpił na Letnich Igrzyskach Olimpijskich 1900 w Paryżu. Zdobył brązowy medal we florecie amatorów. W finałowej rundzie wygrał cztery z siedmiu pojedynków. Jako literat brał też udział w Olimpijskim Konkursie Sztuki i Literatury 1912 (złoto zdobył wtedy Pierre de Coubertin), a na Olimpijskim Konkursie Sztuki i Literatury 1924 był członkiem jury.
Jako pisarz znany był ze swoich pastiszów i „fałszywych” autobiografii wyimaginowanych ludzi. Wprowadził do literatury sport, uczestniczył w 1906 roku w konferencji konsultacyjnej ds. sztuki, literatury i sportu. Współpracował także ze znanym włoskim pisarzem Gabriele D’Annunzio.
W 1921 roku opublikował Les aventures d’un dandy (Przygody Dandysa).